# Saint-Thibault (Aube)
Saint-Thibault ist eine französische Gemeinde mit 551 Einwohnern (Stand: 1. Januar 2022) im Département Aube in der Region Grand Est (vor 2016 Champagne-Ardenne); sie gehört zum Arrondissement Troyes und zum Kanton Vendeuvre-sur-Barse. 

## Geographie
Saint-Thibault liegt etwa zwölf Kilometer südsüdöstlich von Troyes. Die Seine begrenzt die Gemeinde im Nordosten. Umgeben wird Saint-Thibault von den Nachbargemeinden Buchères im Norden und Nordwesten, Verrières im Norden und Nordosten, Clérey im Osten, Vaudes im Südosten, Cormost im Süden und Südwesten, Les Bordes-Aumont im Westen und Südwesten, Isle-Aumont im Westen sowie Moussey im Nordwesten.

## Bevölkerungsentwicklung
| Jahr                       | 1962 | 1968 | 1975 | 1982 | 1990 | 1999 | 2006 | 2011 | 2019 |
| Einwohner                  | 379  | 372  | 373  | 494  | 479  | 462  | 483  | 476  | 550  |
| Quellen: Cassini und INSEE |      |      |      |      |      |      |      |      |      |

## Sehenswürdigkeiten

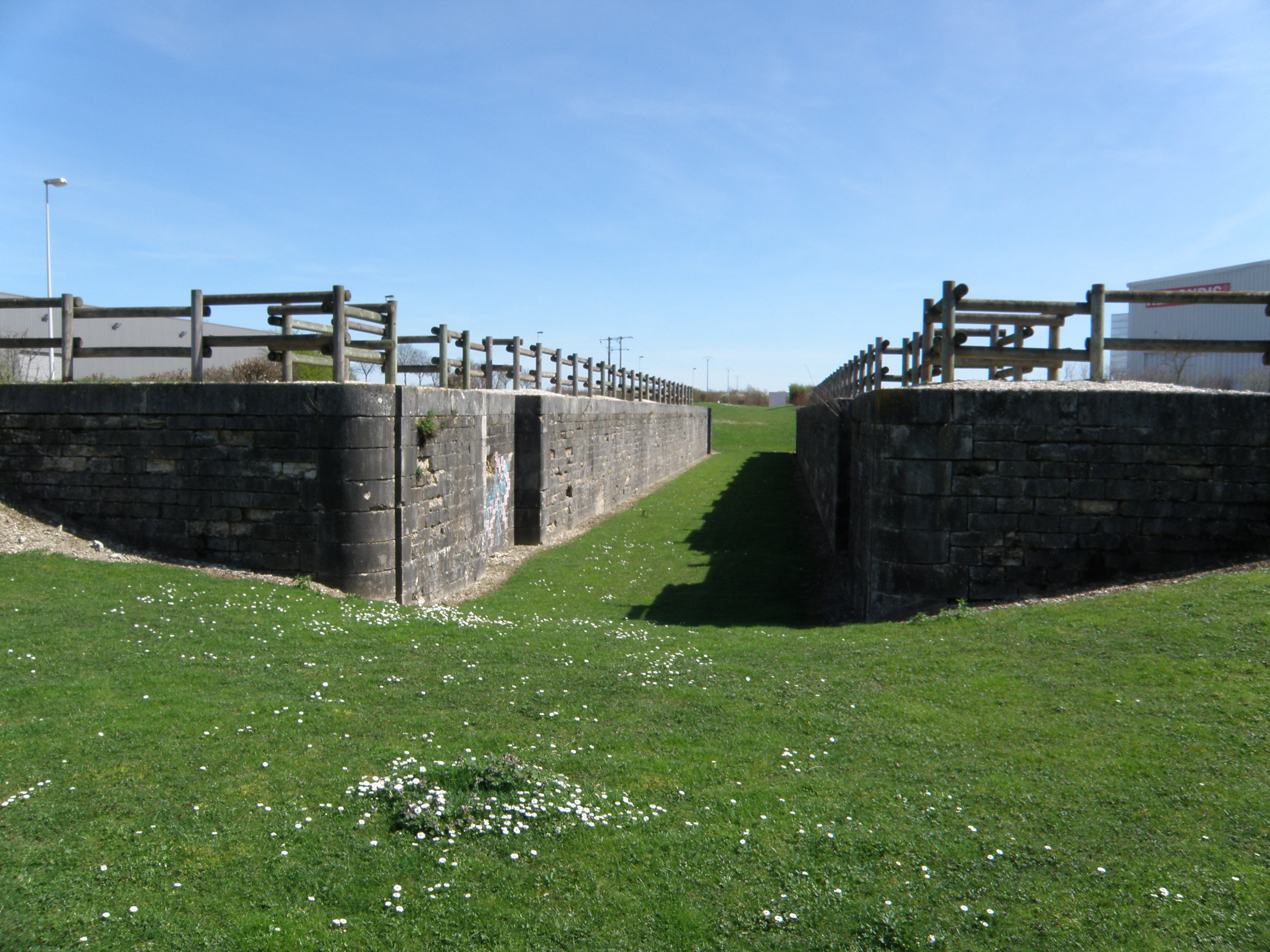
Schleuse Villebertin des nie fertiggestellten Canal de la Haute-Seine

- Kirche Saint-Thibault